# Yūko Sanpei
Yūko Sanpei (三瓶 由布子 Sanpei Yūko?, Tokio, 28 de febrero de 1986) es una actriz y seiyū japonesa. Ha participado en series como Yes! PreCure 5, Fullmetal Alchemist: Brotherhood, Eureka Seven, Boruto: Naruto Next Generations y Kimi ni Todoke, entre otras.
Hasta mayo de 2007 trabajó para Gekidan Wakakusa, agencia que dejó para trabajar como freelancer. Sin embargo, en noviembre del mismo año se afilió a Production Baobab. Finalmente, a partir del 1° de octubre de 2011, comenzó a trabajar para Axl-one.

## Carrera

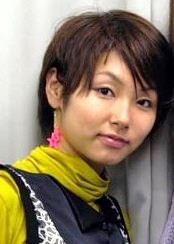
Sanpei en 2008

Sanpei hizo su debut como actriz de voz en la serie de anime UFO Baby. Inicialmente, ella era una estudiante de secundaria de segundo año, al igual que el personaje. Prestó su voz a Renton Thurston en Eureka Seven y se convirtió en su primer trabajo protagónico. También fue la primera personalidad principal en la radio publicitaria con Kaori Nazuka.
En 2006, interpretó el primer papel femenino en la serie Ouran High School Host Club como Shiori Ebisugawa y en 2007, interpretó a Nozomi Yumehara/Cure Dream en Yes! Pretty Cure 5.
Tras dejar la compañía de teatro Wakakusa alrededor de mayo de 2007, pasó a Production Baobab el 1 de noviembre del mismo año tras un periodo freelance. En 2010, se unió al escenario después de mucho tiempo para la presentación de Song of Joy.
El 1 de octubre de 2011 dejó Production Baobab para trasladarse a la agencia Axlone. 
En 2019, ganó el premio a la Mejor Actriz en un Papel Protagónico en la 13° edición de los Seiyū Awards.

## Vida personal
El 28 de febrero de 2013, Sanpei anunció en su blog que estaba casada. También anunció en el blog oficial que su primer hijo nació el 1 de octubre de 2014. El 5 de julio de 2019 anunció en su cuenta de Twitter que tenía un segundo hijo. El 18 de agosto de 2021, se anunció que Sanpei dio positivo por COVID-19.

## Filmografía

### Anime
2000
- UFO Baby como Kanata Saionji.

2001
- Alien 9 como Hiroshi Iwanami.
- Galaxy Angel como Cocomo Peirou.
- Ojarumaru como Hoshino y Rikie.

2003
- Di Gi Charat Nyo como Ponzu.
- Nanaka 6/17 como Nenji Nagihara (pequeño) y Yuuki.

2004
- School Rumble como Shuuji Harima.

2005
- Eureka Seven como Renton Thurston.
- MÄR como Choro.
- Mushishi como Shinra Ioroi.

2006
- D.Gray-man como Jean Russell.
- Gintama como Seita.
- Katekyō Hitman Reborn! como Fuuta de la Stella y la madre de Gokudera.
- Ouran High School Host Club como Shiori Ebisugawa.
- Pokémon: Diamante y Perla como Takumi (ep 167).
- Yume Tsukai como Kentaro.

2007
- Bokurano como Yoko Machi.
- Darker than black como Maki.
- Los miserables como Bressole.
- Majin Tantei Nōgami Neuro como Eri Hoshino.
- Myself ; Yourself como Syusuke Wakatsuki (pequeño).
- Shakugan no Shana II como Yuri Chvojka.
- Yes! PreCure 5 como Nozomi Yumehara/Cure Dream.

2008
- Blassreiter como Joseph Jobson (joven).
- Inazuma Eleven como Terumi (Afprodi) Afuro/Byron Love.
- Jigoku Shōjo Mitsuganae como Ichimura Kazuya.
- Noramimi como Shuichi.
- Yatterman como Dokubon/DokuHan Boss y el Príncipe Kutsushita.
- Yes! PreCure 5 GoGo! como Nozomi Yumehara/Cure Dream.

2009
- Beyblade: Metal Fusion como Masamune Kadoya.
- Fullmetal Alchemist: Brotherhood como Pride.
- Kimi ni Todoke como Chizuru Yoshida.
- Natsu no arashi como Hajime Yasaka.

2010
- Arakawa Under the Bridge como Tetsuo.
- Ikki Tōsen Xtreme Xecutor como Kansui Bunyaku.
- Mitsudomoe como Shinya Satou.
- Seikon no Qwaser como Alexander "Sasha" Nikolayevich Hell y Alexandra Hell.
- Shinryaku! Ika Musume como Yūta Matsumoto.
- Strike Witches 2 como Nishiki Nakajima.

2011
- Appleseed XIII como Castor.
- Kyōkai Senjō no Horizon como Flores Valdes y Nicholas Bacon.
- Mitsudomoe Zōryōchū! como Shinya Satou y Akari Satou.
- Nekogami Yaoyorozu como Gonta.
- The Idolmaster como Ryō Akizuki.
- Toriko como Fond de Buono.
- Yu-Gi-Oh! ZEXAL como Haruto Tenjō y Obomi.
- Zettai Bōei Leviathan como Mystery Boy.

2012
- Aikatsu! como Kakeru Ota.
- Area no Kishi como Kakeru Aizawa.
- Danshi Kōkōsei no Nichijō como Hidenori Tabata (pequeño).
- Magi: The Labyrinth of Magic! como Cassim (pequeño).
- Mōretsu Uchū Kaizoku como Quartz Christie.
- Uchū Kyōdai como Ena Kitamura y Hibito Nanba (pequeño).
- Zetsuen no Tempest como Mahiro Fuwa (pequeño).

2013
- Detective Conan como Machi Umejima.

2014
- Pokemon XY como Sanpei

2015
- Akagami no Shirayukihime como Ryū.

2016
- Akagami no Shirayukihime 2 como Ryū.
- Bungō Stray Dogs: Segunda Temporada como Shinji (ep 14).
- Kuma Miko como Tamotsu.
- Kyōkai no Rinne 2 como Shōma.
- Nyanbo! como Kuro.
- Sangatsu no Lion como Harunobu Nikaidō (niño).
- Soul Buster como Shuijing.

2017
- Boruto: Naruto Next Generations como Boruto Uzumaki.
- Kyōkai no Rinne 3 como Shōma.
- The Reflection como Flaming Fury.
- Inuyashiki como Takeshi Inuyashiki.
- Tsugumomo como Kazuya Kagami.

2018
- Captain Tsubasa como Tsubasa Ōzora.
- Gakuen Babysitters como Taka Kamitani.

2019
- No Guns Life como Seven

2020
- Digimon Adventure como Yagami Taichi.
- Tsugu Tsugumomo como Kazuya K agami
- Yashahime: Princess Half-Demon como Jakotsumaru.

2022
- Summer Time Rendering como Ryūnosuke Minakata.
- Uzaki-chan wa Asobitai! ω como Kiri Uzaki.

2023
- Jujutsu Kaisen Season 2 como Ui Ui.

### OVA
2005
- Majokko Tsukune-chan como Nabul.

2008
- My-Otome 0~S.ifr~ como Elliot Chandler.

2010
- Hiyokoi como Natsuki Aizawa.
- Seikon no Qwaser como Alexander "Sasha" Nikolayevich Hell.

### ONA
2008
- Xam'd: Lost Memories como Nakiami.

2016
- Whistle! como Santa Yamaguchi.

### Películas
2008
- Yes! Pretty Cure 5 Go Go! La Película: ¡Feliz Cumpleaños Nozomi! como Nozomi Yumehara/Cure Dream.

2009
- Kōkyō Shihen Eureka Seven: Pocket ga Niji de Ippai como Renton Thurston.
- Precure All Stars DX (todas) como Nozomi Yumehara/Cure Dream.
- Yatterman como Dokubon/DokuHan Boss.

2010
- Inazuma Eleven: Saikyō Gundan Ōga Shūrai como Terumi (Afprodi) Afuro/Byron Love.
- Metal Fight Beyblade VS Taiyō Shakunetsu no Shinryakusha como Masamune Kadoya.
- Time of eve como Masaki (pequeño).

2013
- Doraemon y Nobita Holmes en el misterioso Museo del Futuro como Kurt.
- Pokémon: Genesect y el despertar de una leyenda como Sableye.

2015
- Boruto: Naruto the Movie como Boruto Uzumaki.

### Videojuegos
- .hack//Link como Kuryuu Tokio
- Another Century's Episode Portable como Renton Thurston
- Castlevania Judgment como Eric Lecarde
- Hyperdimension Neptunia Mk2 como Jinguji "J.K." Kei
- JoJo's Bizarre Adventure: All Star Battle como Narancia Ghirga
- JoJo's Bizarre Adventure: Eyes of Heaven como Narancia Ghirga
- Luminous Arc como Theo
- Naruto Shippuden: Ultimate Ninja Storm 4: Road to Boruto como Boruto Uzumaki
- NARUTO X BORUTO NINJA VOLTAGE como Boruto Uzumaki
- NARUTO X BORUTO NINJA TRIBES como Boruto Uzumaki
- No More Heroes: Heroes Paradise como BadGirl
- Sinoalice como Pinocchio
- Tales of Graces como Richard (pequeño)
- THE iDOLM@STER Dearly Stars como Ryō Akizuki
- Jump Force como Boruto Uzumaki
- Genshin Impact como Mika
- Digimon Story Cyber Sleuth: Hacker's Memory como Yu Nogi

### Doblaje
- The Princess and the Frog como Charlotte "Lottie" La Bouff
- El Tigre: The Adventures of Manny Rivera como Manny Rivera

## Música
- Para la franquicia The Idolmaster ha participado del CD THE IDOLM＠STER SideM ORIGIN@L PIECES 02 OP/ED, en su rol como Ryō Akizuki. Lo hizo en compañía de Yutaka Balletta, Kento Hama, Yuusuke Nagano y Yūichirō Umehara. En su semana de lanzamiento han conseguido estar en el 17º puesto del ranking de ventas japonés, con 7.620 copias vendidas.[1]